# Fort Yates (North Dakota)
Fort Yates er en amerikansk by og administrativt centrum for det amerikanske county Sioux County i staten North Dakota. I 2000 havde byen et indbyggertal på 228.
46°05′06″N 100°37′49″V / 46.085°N 100.6303°V